# Entypesa annulipes
Entypesa annulipes is een spinnensoort in de taxonomische indeling van de Entypesidae.
Entypesa annulipes werd in 1907 beschreven door Strand.